# Почасна паљба
Почасна паљба је врста војне почасти. Извршава се при свечаном испраћају, или свечаном дочеку шефова страних држава. У свим случајевима, осим у случају погреба, остварује се почасна артиљеријска паљба испаљивањем наредбом предвиђеног броја плотуна. У случају погреба почасна јединица остварује паљбу са три плотуна наизменично са пушчаним зрнима.
У ратној морнарици, то је врста почасти коју брод (пловна јединица) одаје у разним приликама: за војне празнике, приликом посета страним лукама, у знак поздрава одређеним личностима...